# Sorex cinereus
Espèce
Statut de conservation UICN

 LC  : Préoccupation mineure
La Musaraigne cendrée, (Sorex cinereus) est une petite espèce d'insectivore de la famille des Soricidés. Cette musaraigne est le mammifère le plus répandu en Amérique du Nord où elle est plus connue sous le nom de Common shrew (Musaraigne commune). Elle a le ventre gris et le dos brunâtre avec un museau pointu et une longue queue.

## Caractéristiques
La Musaraigne cendrée a le ventre de couleur grise et le dos plutôt brunâtre. Son museau est pointu. Les adultes mâles et femelles ont la même taille. Ils ont une longueur totale de 80 à 115 mm incluant une queue de 33 à 49 mm de forme allongée. Les pieds de la Musaraigne cendrée mesurent entre 10 et 13 mm tandis que ses oreilles mesurent 5 mm. Elle pèse de 2,9 à 6,6 g. De leur côté, les nouveau-nés pèsent de 0,23 à 0,36 g. Elle a cinq petites dents unicuspidées derrière ses incisives supérieures.
Elle a une longévité de 14 à 16 mois en milieu naturel. Certaines Musaraignes cendrées ont atteint l'âge de 23 mois en captivité.

## Mœurs
La Musaraigne cendrée est généralement solitaire. Elle est parfois aperçu le jour, mais elle mène plutôt une vie nocturne. L'été, elle préfère circuler lors des nuits pluvieuses et elle a moins d'activité lorsqu'il fait froid. À l'automne, elle est davantage diurne puisque les nuits refroidissent. Elle demeure active durant les mois d'hiver en circulant sous la neige ou entre les arbres lorsque le temps est doux. Elle est capable d'envoyer des ultrasons qui serviraient à l'aider à se déplacer et à s'orienter par écholocation ainsi qu'à identifier des proies. Cependant, cette théorie n'est toujours pas démontrée.
Lorsqu'elle se sent menacée, elle émet des cris stridents. Ses prédateurs principaux sont les belettes, les buses, les grandes musaraignes, les hiboux, le lynx roux et le renard roux. Les chats, les couleuvres, les grands hérons et les pies-grièches font aussi partie de ses prédateurs.

## Reproduction
Les femelles ont habituellement une ou deux portées annuellement de six à huit petits en moyenne après une gestation d'environ dix-huit jours, cependant elles peuvent avoir jusqu'à cinq portée entre le mois de mars et celui de septembre et le nombre de petits peut aller de deux à onze. À la naissance, les petits sont aveugles et dénudés. Ils commencent à ouvrir les yeux à l'âge de 17 ou 18 jours et ils sont sevrés à 3 ou 4 semaines. La maturité sexuelle est atteinte à l'âge de 20 à 26 semaines, mais la première reproduction n'a généralement lieu qu'au début du second été suivant la naissance. La mère défend le nid après la naissance des petits. Il arrive de voir les petits d'une même couvée circuler à la file l'un derrière l'autre en se tenant la queue du précédent avec la bouche.

## Alimentation
La Musaraigne cendrée se nourrit d'insectes, de limaces, de centipèdes, d'escargots d'araignées et de petits rongeurs. Il lui arrive aussi de se nourrir de graines surtout en hiver.

## Répartition et habitat

Répartition de la musaraigne cendrée en Amérique du Nord.

La répartition de la Musaraigne cendrée comprend tout le Canada et le nord des États-Unis incluant l'Alaska à l'exception de la toundra et de quelques îles. On la retrouve aussi dans le nord-est de la Sibérie. C'est le mammifère le plus répandu de l'Amérique du Nord et l'un des plus communs de la taïga. Elle fut introduite sur l'île de Terre-Neuve au nord-est du Canada en 1958 et s'est répandue à presque la grandeur de l'île.
On la retrouve dans les forêts matures de conifères et feuillus, dans les terrains broussailleux, dans les pâturages et en bordures de marécages puisqu'elle a une préférence pour les endroits humides. Comme abri, elle se fabrique un nid de forme sphérique ayant un diamètre de 4 à 6 cm avec des herbes et des feuilles entrelacées généralement situé sous une souche, une bûche ou une pierre. En fait, la Musaraigne cendrée ne se creuse pas de terrier sauf si le sol est très meuble.

## Sous-espèces
La Sorex cinereus a huit sous-espèces reconnuesSelon MSW:
- Sorex cinereus acadicus
- Sorex cinereus cinereus
- Sorex cinereus fontinalis
- Sorex cinereus hollisteri
- Sorex cinereus lesueurii
- Sorex cinereus miscix
- Sorex cinereus ohionensis
- Sorex cinereus streatori

## Relations avec l'homme
La Musaraigne cendrée est utile dans l'agriculture et la production forestière, car elle consomme une grande quantité d'insectes qui affectent les cultures. C'est d'ailleurs la raison de son introduction à Terre-Neuve : combattre les infestations de tenthrèdes du mélèze.

#### Ouvrage
- Jacques Prescott et Pierre Richard, Mammifères du Québec et de l'est du Canada, Waterloo (Québec), Éditions Michel Quintin, 2004, 400 p. (ISBN 2-89435-270-0)